# Schineria tergestina
Schineria tergestina är en tvåvingeart som beskrevs av Camillo Rondani 1859. Schineria tergestina ingår i släktet Schineria och familjen parasitflugor. Inga underarter finns listade i Catalogue of Life.